# Allil-klorid
Az allil-klorid szerves vegyület, képlete CH2=CHCH2Cl, a propilén klórozott származéka. Színtelen folyadék, vízben nem, de szerves oldószerekben oldódik. Nagy részét epiklórhidrinné alakítják át, melyet a műanyagok gyártásában használnak.

## Előállítása
Az allil-kloridot propilén és klór reakciójával állítják elő. Alacsonyabb hőmérsékleten a fő termék az 1,2-diklórpropán, de 500 °C-on már – gyökös reakcióval – nagyrészt allil-klorid képződik:
CH3CH=CH2  +  Cl2   →  ClCH2CH=CH2  +  HCl
A becslések szerint ezzel az eljárással évente 800 000 tonna mennyiséget állítanak elő.

## Reakciói és felhasználása
Túlnyomó részben epiklórhidrinné alakítják át. További kereskedelmileg jelentős származékai közé tartozik az allil-alkohol, allil-amin, allil-izotiocianát (szintetikus mustárolaj) és az allil-szilán.
Laboratóriumban gyakran alkalmazzák alkilezőszerként, ami gyógyszerek és peszticidek gyártásához használható. Reakciókészségére példa az allil-cianiddá  (CH2=CHCH2CN) történő ciánozás, a diallillá történő reduktív kapcsolás, a palládiumra történő oxidatív addíciója, melynek terméke allil-palládium-klorid dimer ((C3H5)2Pd2Cl2), és dehidrohalgénezése, melynek terméke ciklopropén.

## Veszélyek
Az allil-klorid erősen toxikus, gyúlékony vegyület. Szemre kifejtett hatása késleltetve is jelentkezhet és látáskárosodást okozhat.

## Fordítás
Ez a szócikk részben vagy egészben  az   Allyl chloride című angol Wikipédia-szócikk ezen változatának fordításán alapul.  Az eredeti cikk szerkesztőit annak laptörténete sorolja fel. Ez a jelzés csupán a megfogalmazás eredetét és a szerzői jogokat jelzi, nem szolgál a cikkben szereplő információk forrásmegjelöléseként.

## Külső hivatkozások
- International Chemical Safety Card 0010
- NIOSH Pocket Guide to Chemical Hazards 0018
- IARC Monograph *Allyl chloride.